# Häutung

Der zwei Stunden dauernde Prozess der Imaginalhäutung bei einer Zikade im Zeitraffer. Zikaden gehören zu den hemimetabolen Insekten.

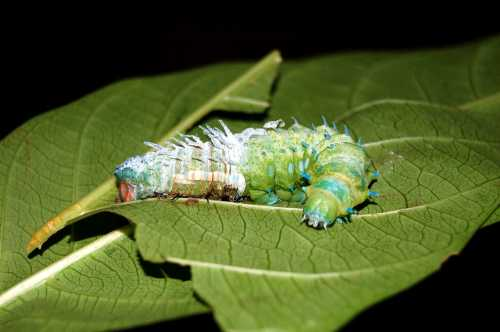
Schmetterlinge gehören zu den holometabolen Insekten, bei denen sich die Raupen während des Wachstums mehrfach häuten.

Die Häutung (auch Ecdysis, Ekdysis [von altgriechisch ἔκδυσις ékdysis „(das) Herauskriechen“] oder Apolyse [von altgriechisch ἀπόλυσις apólysis „Ablösung“]) ist ein hormonell gesteuerter Vorgang in der Entwicklung der Häutungstiere (Ecdysozoa) und Reptilien (Reptilia). Eines der bei den Häutungstieren bekannten daran beteiligten Hormone ist das Ecdyson. Häutungshormone können sowohl in Tieren als auch in Pflanzen nachgewiesen werden.
Da sich bei diesen Tieren die Cuticula (lat. Häutchen) während des Wachstums nicht kontinuierlich den neuen Größenverhältnissen anpassen kann, muss in bestimmten Zeitabständen die alte, dann Exuvie genannte Hülle abgestoßen werden. Darunter liegt die neue, potentiell größere Hülle vor, die nach kurzer Zeit mittels Sklerotin aushärtet und ihre Schutzfunktion erfüllen kann. In der Zeit bis zum Aushärten sind die Tiere jedoch schutzlos und verstärkt der Gefahr ausgesetzt, Räubern zum Opfer zu fallen. Andererseits werden mit der alten Hülle auch Parasiten abgestoßen, die für die Durchdringung der Haut eine bestimmte Zeit brauchen. An Wasserflöhen konnte beobachtet werden, dass sie die Infektion durch das ihre Haut durchbohrende Bakterium Pasteuria ramosa vermeiden können, wenn sie sich binnen zwölf Stunden nach Kontakt häuten und so die Bakterien quasi abschütteln. Bei Käferlarven wie beispielsweise den Larven des Mehlkäfers wird nach der Häutung Chitin in die neue Haut eingelagert. Die frisch gehäuteten Raupen enthalten noch wenig Chitin. Das neue Außenskelett, welches das Wachstum begrenzt, bildet sich binnen kurzer Zeit nach der Häutung.
Bei den meisten Insekten, die sich deshalb ebenfalls häuten müssen, ist mit den einzelnen Häutungen auch ein Gestaltwandel (Metamorphose) verbunden. Die letzte Häutung, bei der das adulte Insekt (Imago) ausschlüpft, wird als Imaginalhäutung oder Emergenz bezeichnet.
Bei den Spinnentieren, die bereits mit allen Merkmalen aus dem Ei schlüpfen und keine Metamorphose durchlaufen, heißt die letzte Häutung Adulthäutung. Nach der Adulthäutung sind die Tiere geschlechtsreif. Zuvor abgetrennte Gliedmaßen werden bei der Häutung erneuert, jedoch nicht vollständig und die Regeneration von Extremitäten kann sich über mehrere Häutungen hinziehen.
Bei den Reptilien bildet sich unter der Hornschicht durch Verhornung eine weitere Hornschicht. Zwischen beide Schichten werden proteolytische Enzyme abgegeben, was zur Ablösung der alten Hornschicht führt.

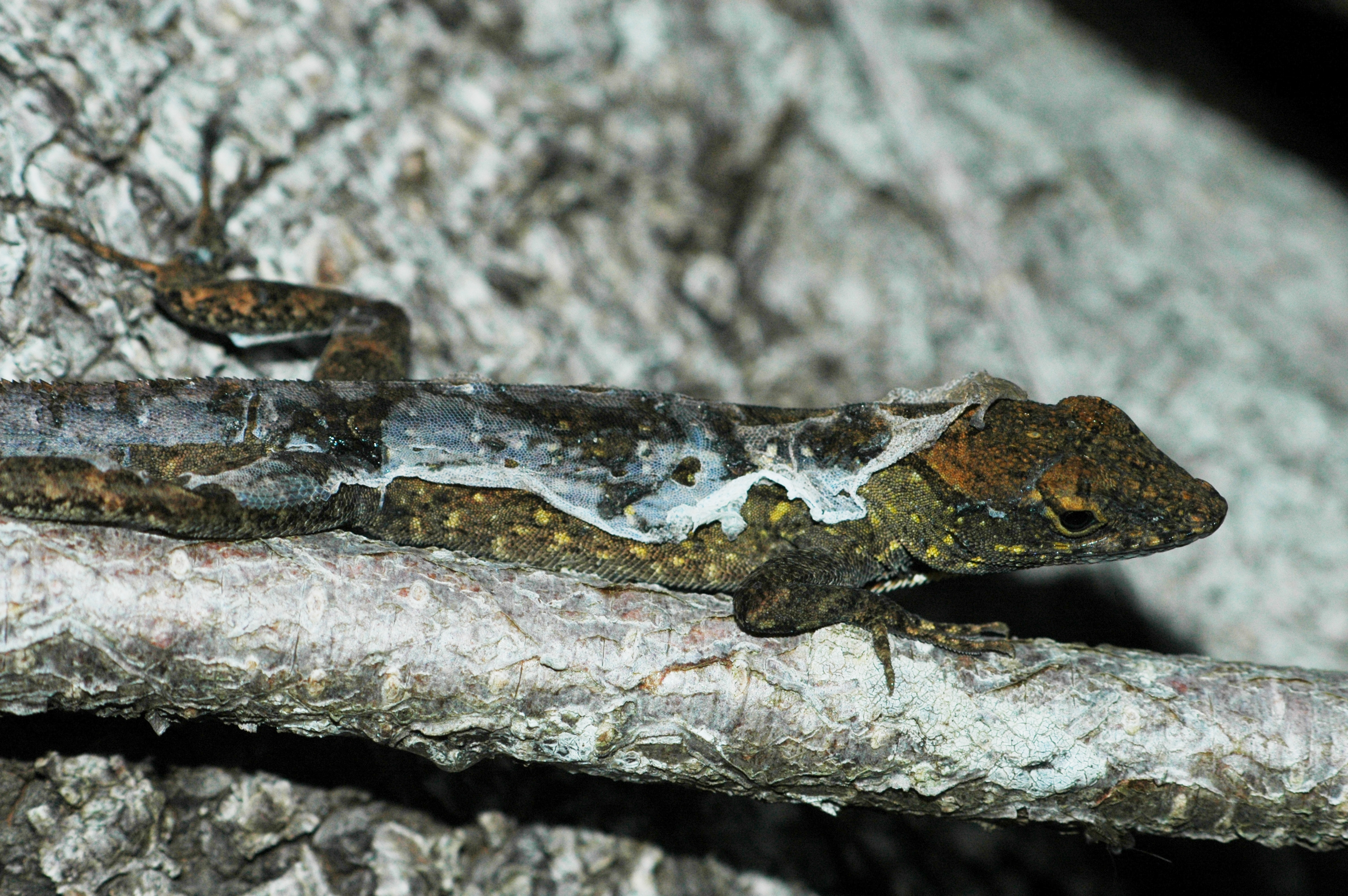
Häutung bei einem Bahamaanolis (Anolis sagrei)
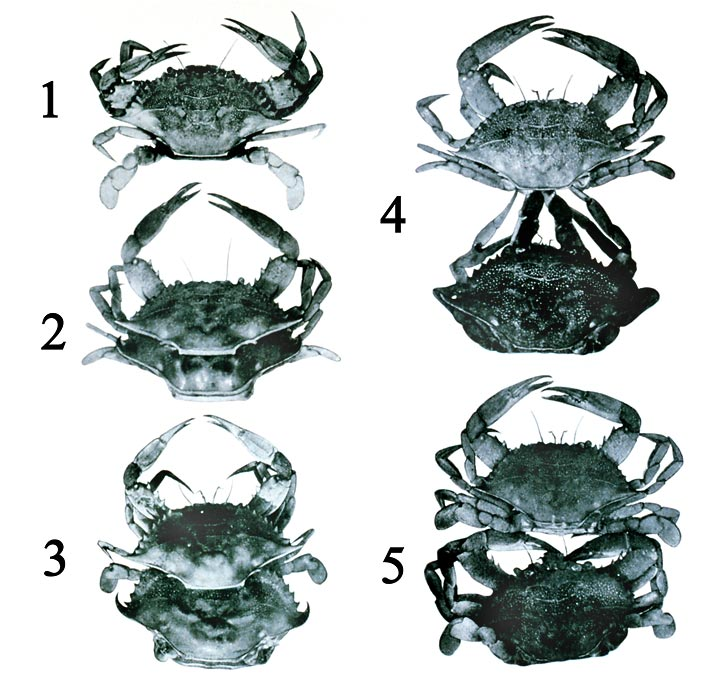
Stadien im Häutungsvorgang einer Blaukrabbe (Callinectes sapidus)
Häutung einer Weißknievogelspinne (Acanthoscurria geniculata)
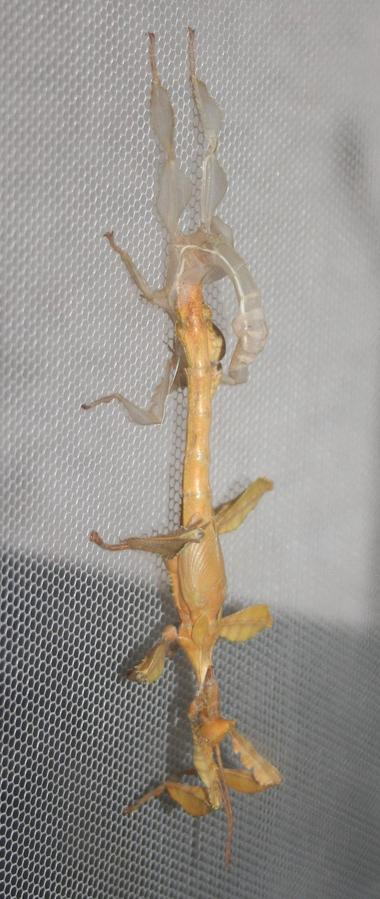
Häutung einer Australischen Gespenstschrecke (Extatosoma tiaratum)